# Tomasz Wołek
Tomasz Józef Wołek (ur. 14 października 1947 w Gdańsku, zm. 21 września 2022) – polski dziennikarz, publicysta polityczny i komentator sportowy, działacz opozycji w PRL.

## Życiorys
Syn Józefa Wołka, działacza Polskiej Partii Socjalistycznej. Absolwent II Liceum Ogólnokształcącego im. dr. Władysława Pniewskiego w Gdańsku. W 1972 ukończył studia z zakresu historii na Wydziale Humanistycznym Uniwersytetu Gdańskiego. W 1968 uczestniczył w wiecach studenckich w ramach wydarzeń marcowych.
Pracował początkowo jako nauczyciel historii w szkole średniej. Był rzecznikiem prasowym Lechii Gdańsk oraz Arki Gdynia. Jako dziennikarz sportowy współpracował z „Piłką Nożną” oraz redakcją sportową TVP. Pracę w tej ostatniej utracił w 1977 w związku z publikowaniem w drugim obiegu.
W 1979 został działaczem Ruchu Młodej Polski, a w 1980 wstąpił do „Solidarności”. W 1981 znalazł się wśród sygnatariuszy deklaracji założycielskiej Klubów Służby Niepodległości. Pisał w „Bratniaku”, „Głosie”, „Więzi”. W sierpniu 1980 współtworzył pismo strajkowe „Naprzeciw”. Zakładał struktury NSZZ „S” w Młodzieżowej Agencji Wydawniczej. Po wprowadzeniu stanu wojennego współpracował z działaczami RMP, publikował w pismach podziemnych (w tym „Polityce Polskiej”), organizował pomoc dla rodzin osób internowanych. Pracował w pismach katolickich: w latach 1983–1984 w miesięczniku „Młodzież Katolicka”, a w latach 1984–1990 w „Królowej Apostołów”.
Był działaczem Forum Prawicy Demokratycznej. Od 1990 pełnił funkcję zastępcy redaktora naczelnego „Życia Warszawy”, zaś w latach 1993–1995 był redaktorem naczelnym. W 1996 został redaktorem naczelnym nowego dziennika „Życie”. Funkcję tę pełnił do 2001 oraz (po reaktywacji pisma) w okresie 2004–2005.
W 1999 towarzyszył Michałowi Kamińskiemu i Markowi Jurkowi w wizycie do Wielkiej Brytanii celem spotkania się z osadzonym w areszcie domowym generałem Augustem Pinochetem, oskarżonym w Hiszpanii o zbrodnie przeciwko ludzkości, zabójstwa i stosowanie tortur. Przeprowadził wówczas z nim jeden z pierwszych wywiadów po zatrzymaniu.
Publikował w „Rzeczpospolitej”, „Gazecie Wyborczej” i „Polityce”. Był autorem kilku książek o tematyce katolickiej, jak również prac poświęconych piłce nożnej (zwłaszcza południowoamerykańskiej). Współtwórca (ze Stefanem Kisielewskim) Abecadła Kisiela. W 2005 został dyrektorem redakcji publicystyki stacji Tele 5. Został również prowadzącym w tej stacji program publicystyczny Plusy dodatnie, plusy ujemne, zajął się też komentowaniem meczów piłkarskich. W czerwcu 2020 nakładem Wydawnictwa Nieoczywiste ukazał się zbiór felietonów jego autorstwa pt. Historia pewnej prowokacji. Od 2003 był stałym komentatorem w Poranku Radia Tok FM.
Był ojcem Marcina Wołka, ekonomisty i samorządowca.
Został pochowany na cmentarzu parafialnym w Kobyłce.

## Odznaczenia
W 2011, za wybitne zasługi dla rozwoju niezależnego dziennikarstwa, za działalność na rzecz przemian demokratycznych w Polsce, wolności słowa i wolnych mediów, został odznaczony Krzyżem Kawalerskim Orderu Odrodzenia Polski. Laureat Nagrody Kisiela (1997).